# Atletica leggera ai Giochi della IX Olimpiade - Salto triplo

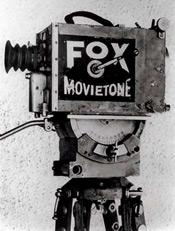
Video della Finale (durata: 0'52")

La competizione del salto triplo di atletica leggera ai Giochi della IX Olimpiade si tenne il giorno 2 agosto 1928 allo Stadio Olimpico di Amsterdam.

## L'eccellenza mondiale
| Primatista europeo    | 15,48 1923      | Vilho Tuolos | Presente |
| Primatista stagionale | 15,41 19 maggio | Mikio Oda    | Presente |
| Vincitore Trials USA  | 14,89           | Levi Casey   | Presente |

## Risultati

### Turno eliminatorio
Tutti gli iscritti hanno diritto a tre salti. I primi sei disputano la finale (tre ulteriori salti).
I sei finalisti si portano dietro i risultati della qualificazione.
Il campione in carica, l'australiano Winter, fallisce clamorosamente arrivando solo 12º con 14,15.

I due giapponesi, Mikio Oda e Chūhei Nanbu, sono invece lanciatissimi. Conducono la classifica dopo tre salti, unici ad aver superato i 15 metri.
| PG | PF | Atleta                | Nazione       | Misura |
| -- | -- | --------------------- | ------------- | ------ |
| 1  | 1  | Mikio Oda             | Giappone      | 15,21  |
| 2  | 4  | Vilho Tuulos          | Finlandia     | 14,73  |
| 3  | 5  | Toimi Tulikoura       | Finlandia     | 14,70  |
| 4  | 7  | Willem Peters         | Paesi Bassi   | 14,55  |
| 5  | 9  | Sid Bowman            | Stati Uniti   | 14,35  |
| 6  | 12 | Anthony Winter        | Australia     | 14,15  |
| 7  | 15 | Steef van Musscher    | Paesi Bassi   | 13,93  |
| 8  | 17 | Konstantinos Petridis | Grecia        | 13,83  |
| 9  | 19 | Theo Phelan           | Irlanda       | 13,73  |
| 10 | 20 | Bob Kelley            | Stati Uniti   | 13,64  |
| 11 | 21 | Arild Lenth           | Norvegia      | 13,39  |
| 12 | 22 | Ferenc Molnár         | Ungheria      | 13,36  |
| 13 | 23 | Wilfred Kalaugher     | Nuova Zelanda | 12,94  |

| PG | PF | Atleta           | Nazione     | Misura |
| -- | -- | ---------------- | ----------- | ------ |
| 1  | 2  | Chūhei Nanbu     | Giappone    | 15,01  |
| 2  | 3  | Levi Casey       | Stati Uniti | 14,93  |
| 3  | 6  | Erkki Järvinen   | Finlandia   | 14,65  |
| 4  | 8  | Väinö Rainio     | Finlandia   | 14,41  |
| 5  | 9  | Jan Blankers     | Paesi Bassi | 14,35  |
| 6  | 11 | Lloyd Bourgeois  | Stati Uniti | 14,28  |
| 7  | 13 | Gijs Lamoree     | Paesi Bassi | 14,08  |
| 8  | 14 | Imre Fekete      | Ungheria    | 14,07  |
| 9  | 16 | Alex Munroe      | Canada      | 13,87  |
| 10 | 18 | Hermann Brügmann | Danimarca   | 13,82  |
| 11 | 24 | Johannes Viljoen | Sudafrica   | 12,49  |

### Finale
I due giapponesi conducono la gara appaiati. Si profila una clamorosa doppietta asiatica. All'ultima prova Levi Casey e Vilho Tuolos sopravanzano Nanbu e si issano, rispettivamente, al secondo e terzo posto.
| Pos.    | Atleta          | Età | Nazione     | Misura Finale | Misura Qual. | Salti Finale | Salti Finale | Salti Finale |
| Pos.    | Atleta          | Età | Nazione     | Misura Finale | Misura Qual. | 1°           | 2°           | 3°           |
| ------- | --------------- | --- | ----------- | ------------- | ------------ | ------------ | ------------ | ------------ |
| Oro     | Mikio Oda       | 23  | Giappone    | 15,21         | 15,21        | N            | 14,3         | N            |
| Argento | Levi Casey      | 24  | Stati Uniti | 15,17         | 14,93        | N            | N            | 15,17        |
| Bronzo  | Vilho Tuulos    | 33  | Finlandia   | 15,11         | 14,73        | 14,97        | 15,09        | 15,11        |
| 4       | Chūhei Nanbu    | 24  | Giappone    | 15,01         | 15,01        | N            | 14,21        | 15,00        |
| 5       | Toimi Tulikoura | 23  | Finlandia   | 14,70         | 14,70        | 14,34        | N            | 14,62        |
| 6       | Erkki Järvinen  | 24  | Finlandia   | 14,65         | 14,65        | 14,06        | N            | N            |